# りなかる!
りなかる!(英: RENACUL! POP CULTURE FESTIVAL IN KANOYA)は、鹿児島県鹿屋市で開催されている漫画・アニメ関連のイベントである。

## 概要
2015年の鹿児島県国民文化祭の関連イベントとなる鹿屋市でのイベント「アイドル進化論」に向けて発足したポップカルチャーイベント。2015年以降は主に奇数年に本イベント、偶数年にライブイベント「りなメロ♪」を開催している。

## 第1回
- タイトル：りなかる!
- 主催：北田・大手町商店街振興組合
- 共催：水神横丁商店街、株式会社まちづくり鹿屋
- 後援：鹿屋市、鹿屋商工会議所、鹿屋市文化協会
- 日時：2013年7月13日（「水神ゆかた祭り ふるさと鹿屋 六月燈」の一環として開催）

内容
- コスプレ撮影・交流会（まちなかパーク）
- カーコレクション 痛車or旧車（まちなかパーク）
- 浜田ブリトニー原画ロード商店街（北田・大手町商店街）
- 麻生羽呂漫画原画展（リナシティ1階情報ホール）
- メイドカフェOMEGA SEVEN（リナシティ3階コンセッション）
- アニソンDJイベント KOMATSU SONIC（BAR R゜）

## 第2回
- タイトル：Re:りなかる!
- 主催：バライロフェスティバルかのや実行委員会、北田・大手町商店街振興組合
- 共催：デザインマーケット実行委員会、まちづくり鹿屋、街のにぎわいづくり協議会
- 後援：鹿屋市、鹿屋商工会議所
- 日時：2014年3月8日 - 9日

内容
- カノヤコスプレ&痛車サミット（2Fギャラリー、3Fホワイエ、4階屋上庭園、1F水辺ステージ）
- k-1 GP レトロゲーム KANOYA最強バトルトーナメント（3階ホール・8日）
- KIDS DISCO in りなかる！（1階水辺ステージ）
  - 出演：川辺ヒロシ
- アニソン系クラブイベント「KOMATSU SONIC vol.2」（BAR R゜）
  - 出演：korotama（シャープふらっと）、ぐっさん♂、ぶれんD、新緑、ごんちゃん、むいち、りふ、みあ、ちーにゃ、りた、Qooqi
- カノヤフラッシュモブ（まちなかパーク・8日）
  - 曲目：ハンヤ節、千本桜
- リリー・フランキー×川辺ヒロシトークライブ（3階ホール・9日）
  - 出演：リリー・フランキー、川辺ヒロシ、坂口修一郎（MC）

## 第3回
- タイトル：りなかる!Q RENACUL!:3.0 YOU CAN (NOT) HELP IT.
- 主催：まちづくり鹿屋
- 日時：2015年3月7日 - 8日

内容
- アニメソングライブ「りなメロ♪」（7日・リナシティ3階ホール）
  - 出演：影山ヒロノブ、きただにひろし、佐咲紗花、SunSet Swish
- リリー・フランキー×川辺ヒロシ トークライブ Vol.2（8日・リナシティ3階ホール）
  - 出演：リリー・フランキー×川辺ヒロシ
- KANOYAコスプレ&痛車サミット（リナシティ3階フリールーム）
- アニソン系クラブイベント「KOMATSU SONIC Vol.3」（ダーツバーBULLS EYE）
  - 出演：DJ新緑、DJ/VJ克也、DJ UN☆SO☆YA、DJ skr、DJ HAK、DJにぃゃ、DJよっしー、government worker

## 第4回
- タイトル：りなかる!Vol.4　RENACUL!:3.0+1.0＋α
- 企画制作：まちづくり鹿屋、VISIONARIES
- 日時：2017年1月8日

内容
- リナシティかのや
  - ステージイベント（3階ホール 出演：赤﨑千夏、福原綾香、ZAQ、Ray）
  - コスプレ&痛車サミット
    - コスプレサミット（リナシティ全館）
      - 受付：3階ホワイエ
      - 更衣室：3階練習室・ミーティングルーム
      - ロケーション：4階屋上庭園、3階ホワイエ・テラス・フリールーム、2階ギャラリー・茶室・和室、1階ガレリア・水辺ステージ
      - 痛車サミット（1階水辺ステージ周辺）

  - コラボレーションイベント
    - ボードゲーム体験会 in りなかる!（3階ホワイエ、12:00 - 15:00は2階ギャラリー）
    - 爆：ゼロから始める電影楼閣（3階フリールーム）出演協力：スティーブと愉快な仲間たち　
    - フードコーナー「焼きたて!!カノぱん＆深蒸し茶ラテ」（1階ガレリア）

  - 同人即売会「サンライズクリェイション in 鹿屋」（2階ギャラリー）
- ライブハウスMONSTER BOX
  - アニソンクラブイベント「とある鹿屋の電影楼閣（アニソンクラブ）」

## 第5回
- タイトル：りなかる!Vol.5　RENACUL! Vol.5
- 企画制作：まちづくり鹿屋、VISIONARIES
- 日時：2019年1月6日

内容
- リナシティかのや
  - ステージイベント（3階ホール 出演：赤﨑千夏、福原綾香、ZAQ、ReoNa）
  - コスプレ&痛車サミット
    - コスプレサミット（リナシティ全館）
      - 受付：3階ホワイエ
      - 更衣室：3階練習室・フリールーム
      - ロケーション：4階屋上庭園、3階ホワイエ・テラス、2階茶室・和室、1階ガレリア・水辺ステージ
      - 痛車サミット（1階イベント広場、水辺ステージ周辺）

  - レアプラネタリウム（1階プラネタリウム）
  - フードコーナー（1階ガレリア）
  - コラボレーションイベント
    - りなネオ!
      - VTuber Room（2階ギャラリー 出演：鴨見カモミ）
      - デジタルアート作品展示＆ライブペイント（3階ホワイエ 出演：まむねむこ）
      - フリーペインティング アナログ楽描き（3階ホワイエ 出演：アトリエまんまる）
      - アニメ・ゲーム・ボカロ系ミュージック演奏（3階ホワイエ 出演：Cherry）
      - 謎解きゲーム（2階情報研修室）
      - ボードゲーム体験（2階研修室1）
      - 親子で楽しむアニメ飯教室（2階調理室）
      - プラモデルを使ったジオラマ教室（2階アトリエ工芸）

## 第6回
- タイトル：りなかる!Vol.6
- 主催：鹿屋市教育委員会、まちづくり鹿屋
- 企画制作：まちづくり鹿屋、湯会、ハイボール、パノラプロ
- 日時：2022年1月9日

内容
- リナシティかのや
  - ステージイベント（3階ホール 出演：赤﨑千夏、福原綾香、ZAQ、新田恵海）
  - コスプレミーティング
  - 痛車ミーティング
  - りなブイ☆VTuber展 in かのや（2階ギャラリー出演：舞鶴よかと、花雲くゆり、東雲めぐ、結目ユイ、華月エアリ）

## 関連イベント
りなメロ♪Vol.1
- 主催：鹿屋市教育委員会
- 企画・制作：まちづくり鹿屋
- 日時：2015年3月7日
- 会場：リナシティかのや3階ホール
- 出演：きただにひろし、米倉千尋、佐咲紗花、SunSet Swish

アイドル進化論。～アイドルとポップカルチャー～
- 主催：文化庁、鹿児島県、鹿児島県教育委員会、鹿屋市、鹿屋市教育委員会、第30回国民文化祭鹿児島県実行委員会、第30回国民文化祭鹿屋市実行委員会
- 企画・制作：まちづくり鹿屋、創縁
- 日時：2015年10月31日
- 会場：リナシティかのや3階ホール
- 出演：赤﨑千夏、福原綾香、ZAQ、Pile、government worker

りなメロ♪Vol.2
- タイトル：スーパーアニソンフェス りなメロ♪　Vol.2 ∞アンリミテッド
- 主催：鹿屋市教育委員会
- 企画・制作：まちづくり鹿屋
- 日時：2016年1月11日
- 会場：リナシティかのや3階ホール
- 出演：影山ヒロノブ、きただにひろし、米倉千尋、佐咲紗花

りなかる!LIMITED EDITION
- 主催：鹿屋市教育委員会
- 企画・制作：まちづくり鹿屋
- 日時：2016年3月6日
- 会場：リナシティかのや3階ホール
- 出演：Yun*chi、川田まみ、いとうかなこ、D-YAMA

りなメロ♪Vol.3
- 主催：鹿屋市教育委員会
- 企画・制作：まちづくり鹿屋
- 日時：2018年1月8日
- 会場：リナシティかのや3階ホール
- 出演：遠藤正明、きただにひろし、ChouCho、温泉むすめ（松田颯水・和多田美咲・大空直美）

りなメロ♪Vol.4
- 主催：鹿屋市教育委員会
- 企画・制作：まちづくり鹿屋、VISIONARIES
- 日時：2020年1月12日
- 会場：リナシティかのや3階ホール
- 出演：ReoNa、きただにひろし、奥井雅美、茅原実里

りなメロ♪LIMITED EDITION（第2回）
- 主催：まちづくり鹿屋、湯会、ハイボール
- 日時：2022年1月8日
- 会場：鹿屋市文化会館
- 出演：angela、ReoNa、生田鷹司（PENGUIN RESEARCH）、堀江晶太（PENGUIN RESEARCH）、H-el-ical//